# Банфи
Банфи из Лошонца (Bánffy de Losoncz) — трансильванский дворянский род венгерской крови, который на протяжении веков господствовал в окрестностях Колошвара. Под разными названиями прослеживается с XIII века.
Предком рода считается Денеш из Лошонца (ум. 1392 г.), бан Хорватии. Один из его сыновей взял в жёны наследницу вельможного рода Банфи из Лендавы и принял его фамилию. Лендавские Банфи (Bánffy de Alsólendva) однако просуществовали до 1644 года. Из их числа происходила первая жена молдавского господаря Александра Доброго.
Потомкам Денеша принадлежали, в частности, замок Бонцида и городок Банфи-Хуньяд, которые благодаря положению вблизи главных дорог из Трансильвании в Венгрию подвергались многочисленным опустошениям во время турецких войн. Один из их владельцев, сторонник Ракоци, геройски защищал Бонцидский замок против австрийцев.

## Представители
- Иштван Банфи спас Темешвар, осажденный турками, и умер от ран в 1552 г.
- Дьердь Банфи (1661—1706) — руководитель коллегии по управлению Трансильванией при Михае II Апафи (в 1691-95 гг.).
- Дьердь Банфи (1746—1822) — австрийский наместник Трансильвании, выстроил в Колошваре позднебарочный дворец, где ныне помещается картинная галерея.
- Барон Дезё Банфи (1843—1911) — политический деятель, премьер-министр Венгерского королевства в 1895-99 гг.
- Граф Миклош Банфи (1873—1950) — министр иностранных дел Венгрии в 1921-22, автор трансильванской трилогии романов.
- Даниэль Банфи (1893—1955) — министр сельского хозяйства Венгрии в 1940-1944 гг.

- Усадьба Банфи в Трансильвании
- Мартин ван Майтенс. Портрет Денеша Банфи.
- Замок в Бонциде
- Дезё Банфи в национальном костюме
- Дворец Банфи в Клуж-Напока